# Rodney Monroe
Rodney Monroe (ur. 16 kwietnia 1968 w Baltimore) – amerykański koszykarz, występujący na pozycji rzucającego obrońcy. 
W 1987 wystąpił w meczu gwiazd amerykańskich szkół średnich – McDonald’s All-American. Został też zaliczony do I składu All-American przez magazyny Parade i USA Today.

## Osiągnięcia
Na podstawie, o ile nie zaznaczono inaczej.
NCAA
- Uczestnik rozgrywek:
  - Sweet 16 turnieju NCAA (1989)
  - turnieju NCAA (1988, 1989, 1991)
- Mistrz sezonu regularnego konferencji Atlantic Coast (ACC – 1989)
- Koszykarz roku konferencji Atlantic Coast (1991)[3]
- Wybrany do:
  - I składu:
    - ACC (1989, 1991)
    - turnieju ACC (1991)

  - II składu:
    - All-American (1991 przez UPI, NABC)
    - ACC (1990)

  - III składu All-American (1991 przez Associated Press)
- Lider ACC w:
  - średniej punktów (27 – 1991)
  - liczbie:
    - punktów (836 – 1991)
    - celnych (285) i oddanych (641) rzutów gry (1991)
    - celnych (104) i oddanych (239) rzutów za 3 punkty (1991)

Drużynowe
- Wicemistrz:
  - CBA (1997)
  - Cypru (1998)
  - II ligi włoskiej (2001 – awans do Serie A)
- Zdobywca Pucharu Cypru (1998)

Indywidualne
- Najlepszy nowo-przybyły zawodnik CBA (1994)
- Lider ligi włoskiej w liczbie zdobytych punktów (2002)

Reprezentacja
- Wicemistrz Ameryki (1989)